# Гулбенський край
Гулбенський край (латис. Gulbenes novads) — адміністративно-територіальна одиниця Латвійської Республіки. Розташований у північно-східній частині країни, в історичному регіоні Ліфляндія. Адміністративний центр — Гулбене. Створений 2009 року. Площа — 1872,2 км². Населення — 19 619 осіб (2021). До складу краю входять 1 місто і 13 волостей.
При адміністративній реформі 2021 року не зазнав змін.